# Islam a Luxemburg
L'Islam a Luxemburg forma una gran minoria junt amb: protestants, cristians ortodoxos, i jueus. Des de 2015, l'islam està legalment reconegut al país.
Segons l'informe de l'Organització del Tractat de l'Atlàntic Nord (OTAN), n'hi ha prop de 4.000 musulmans a Luxemburg. Fins a la dècada de 1970, la població musulmana era força petita, a mitjans d'aquesta dècada, la població musulmana només comptava amb 300 persones, pujant a més de 3.000 a mitjan 1990. Des d'aleshores, la població s'ha duplicat en un més alt grau a causa dels sol·licituds d'asil procedents de l'antiga Iugoslàvia, en la seva majoria musulmans bosnians. Aquests sol·licitants d'asil no s'espera que romanguin més d'uns pocs anys al país.
Ara com ara hi ha sis mesquites a Luxemburg: Mamer -que també és la llar del centre cultural islàmic-, Esch-sur-Alzette, Wiltz, Diekirch i a Ciutat de Luxemburg i s'estima que al voltant de 10.000 a 12.000 musulmans resideixen en el Gran Ducat.